# Palpalá
Palpalá és una ciutat argentina capçalera del departament homònim. Està situada a 13,7 km al sud-est de la ciutat de San Salvador de Jujuy i a 1.686,3 km. de la Capital Federal, a una altitud de 1.125 metres sobre el nivell del mar. Nomenada ciutat mare d'indústries pel seu parc industrial, destacant-se les instal·lacions d'Aceros Zapla, i en la localitat de Río Blanco una planta paperera.

## Història
Palpalá fou oficialment fundada el 17 d'abril de 1948, i declarada ciutat el 25 de maig de 1972. La ciutat fou creixent al ritme dels Altos Hornos, que és la primera planta siderúrgica argentina, i en l'actualitat està composta de barris, villes i finques properes dedicades en la seva majoria a la plantació de tabac.